# Русанівка (Київ)
Руса́нівка — історична місцевість та житловий масив Києва. Оточена на сході, півночі та півдні Русанівським каналом, а з заходу Дніпром.

## Історія
Урочище Русанівка на лівому березі Дніпра навпроти Києва відоме з давніх часів як володіння київських монастирів. На думку деяких істориків, воно отримало свою назву за прізвищем Сави Русановича, який у XVI столітті володів сусідніми землями. Від наступних століть відомі село Русанів, Русанівське озеро, затока та рукав Дніпра. 1906 року  через Русанівську затоку був збудований двопрогоновий металевий Русанівський міст, підірваний під час німецько-радянської війни.
У 1961 році у цій місцевості між Микільською Слобідкою та Березняками розпочалися роботи зі створення взірцевого житлового масиву (основна забудова 1964—1974 років, архітектори Г. С. Кульчицький та В. Є. Ладний).
На краю Русанівської затоки було намито острів, який піднімається над рівнем води на 3-5 метрів. Від лівого берега острів відокремлено штучним проточним обвідним Русанівським каналом довжиною 2,7 км, глибиною 3-4 м та 40 м завширшки. У південній частині каналу встановлено 15 фонтанів з підсвічуванням. Через канал зведено три автомобільні та два пішохідні мости.
Упродовж наступних тринадцяти років штучний піщаний острів був забудований 9- та 16-поверховими багатосекційними житловими будинками загальною площею 600 тис. м². В основу архітектурного планування покладено функціональне зонування території, спеціальне розміщення житлової забудови, що виключає вплив шуму міського транспорту, створює найзручнішу орієнтацію будинків.
Поперек острова був прокладений бульвар Ігоря Шамо, перпендикулярно до нього — Русанівський бульвар, з боку Дніпра — Русанівська набережна, вздовж берегу каналу — вулиця Ентузіастів.
У 1977 році на «Київській кіностудії художніх фільмів імені Олександра Довженка» було відзнято художній фільм «Весь світ в очах твоїх»; зйомки відбувалися на цьому житловому масиві.
Поблизу Русанівки біля одного з пішохідних мостів, який веде на острів, розташована церква-каплиця святого Духа УПЦ Київського патріархату (вул. Флоренції 11), відома в Києві своїм хором.
Біля одного з автомобільних мостів розташований зупинний пункт Київського залізничного вузла Південно-Західної залізниці Київська Русанівка. Місцевість біля цієї залізничної платформи також добре відома серед киян тим, що тут з початку 1960-х років міститься так зване «собаче кладовище», де ховають домашніх тварин. В останні роки київська влада проголошувала намір перенести його, але нове, офіційне, місце поховання тварин досі не відкрите.

## Канал
Русанівський канал у столиці було створено в другій половині 1960-х років. Місце, яке сьогодні також відоме як "Київська Венеція", зняв невідомий фотоаматор, до того як береги було "одягнуто" в бетон.
На краю Русанівської затоки був намитий острів, який піднімається над рівнем води на 3-5 метрів. Від лівого берега острів був відокремлений штучним проточним обвідним Русанівським каналом довжиною 2,7 км, глибиною 3-4 м та 40 м завширшки. У південній частині каналу були встановлені 15 фонтанів із підсвічуванням. Через канал були зведені три автомобільні та два пішохідні мости. Одним кінцем канал виходить із Русанівської протоки біля мосту імені Патона, іншим кінцем виходить також у Русанівську протоку біля Русанівського метромосту.  Середня ширина урізу води – 43 м. Ширина прибережної захисної смуги – 25 м. 

## Будівлі
На Русанівці розташовані:
- Поштові відділення № 147 та № 154,

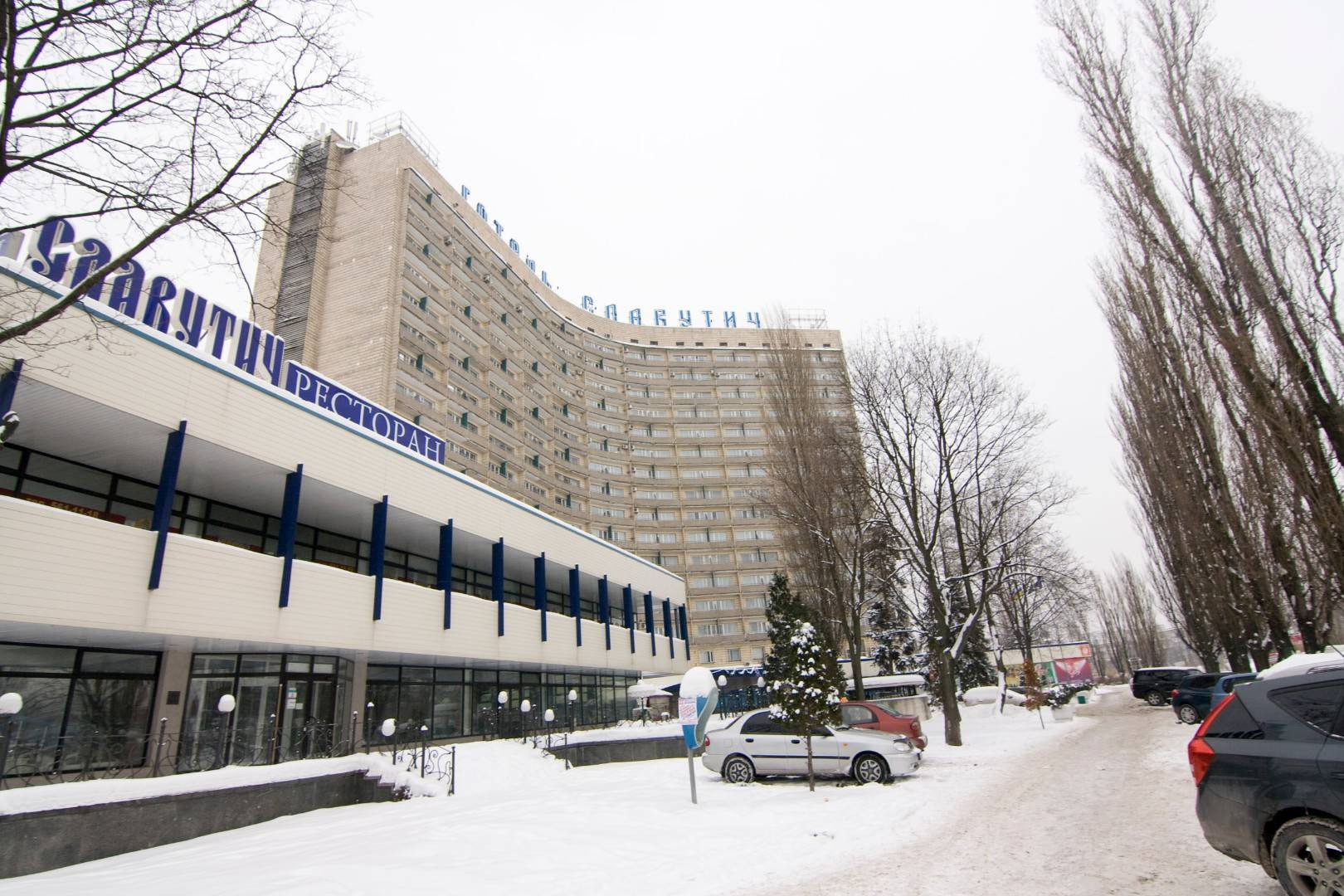
Готельний комплекс «Славутич»

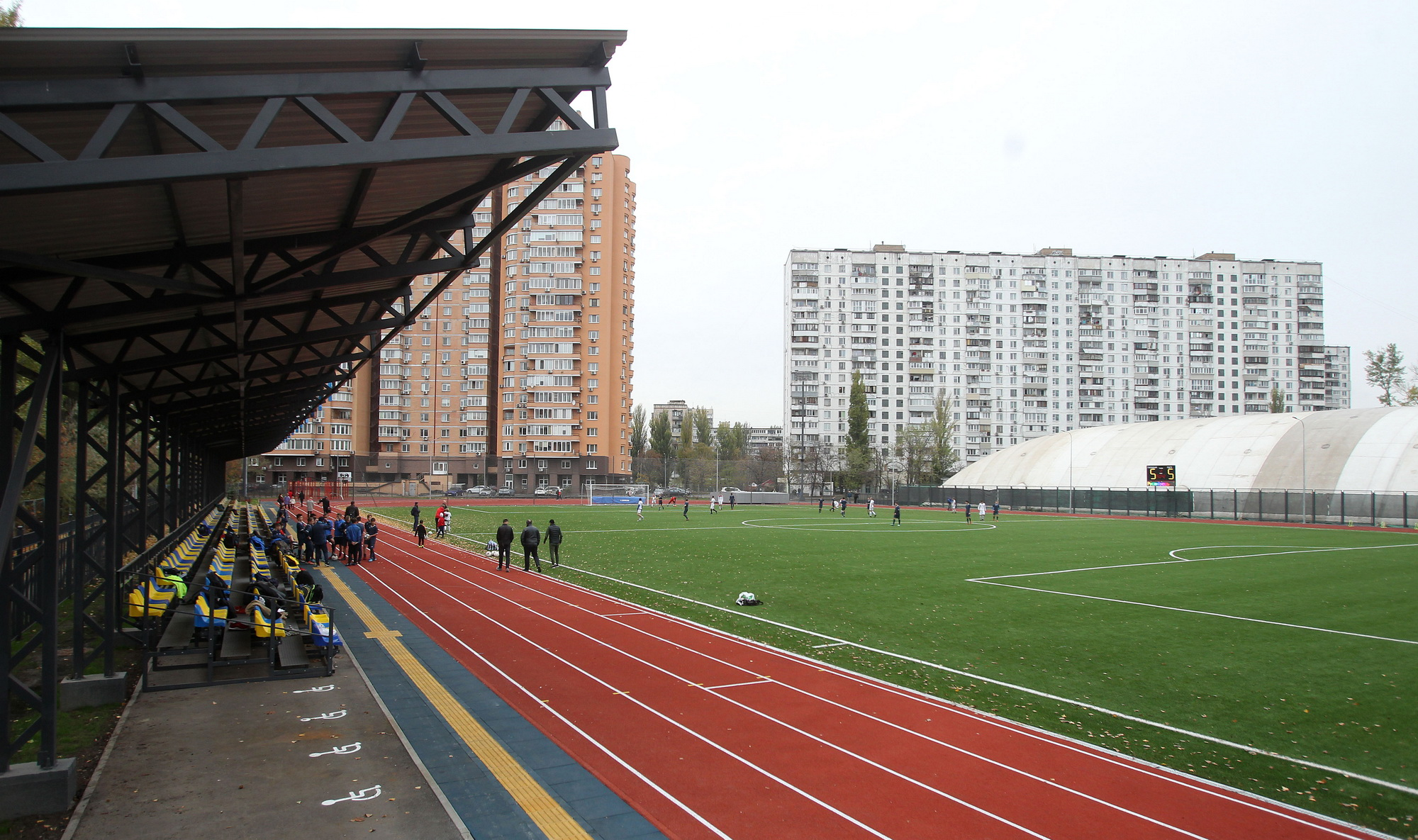
Стадіон «Русанівець»

- Муніципальний театр «Київ» (розташований в приміщенні колишнього кінотеатру «Краків»),
- Бібліотека імені Маяковського Дніпровського району, бібліотека імені Євгена Кравченка для юнацтва
- Аптеки «Біокон» і «Фармація»,
- Дитяча музична школа, декілька дитсадків, гімназія № 136, школа-дитсадок, середня школа № 137, середня школа № 141, середня школа № 182, Русанівський ліцей
- декілька банкоматів, ЖЕКи,
- Готельний комплекс «Славутич»,
- Русанівський канал,
- Магазини «АТБ», «Сільпо»
- Відділення банків «Ощадбанк», «Правексбанк», «ПриватБанк»
- інші установи.

## Пам'ятники та меморіальні дошки
- Пам'ятник Миколі Гоголю (1982 р., скульптор А. Скобликов)[3]).
- Скульптурна композиція «Сходи».

## Відомі мешканці
У різні часи на Русанівці мешкали відомі діячі:
- Володимир Луговський;
- Сергій Набока;
- Юрій Покальчук;
- Євген Сверстюк;
- Юрій Ляшенко,
- Леонід Плющ;
- Олексій Горбунов ;
- Віктор Андрієнко;
- Валерій Чигляєв;
- Валентин Сильвестров та інші.

## Галерея

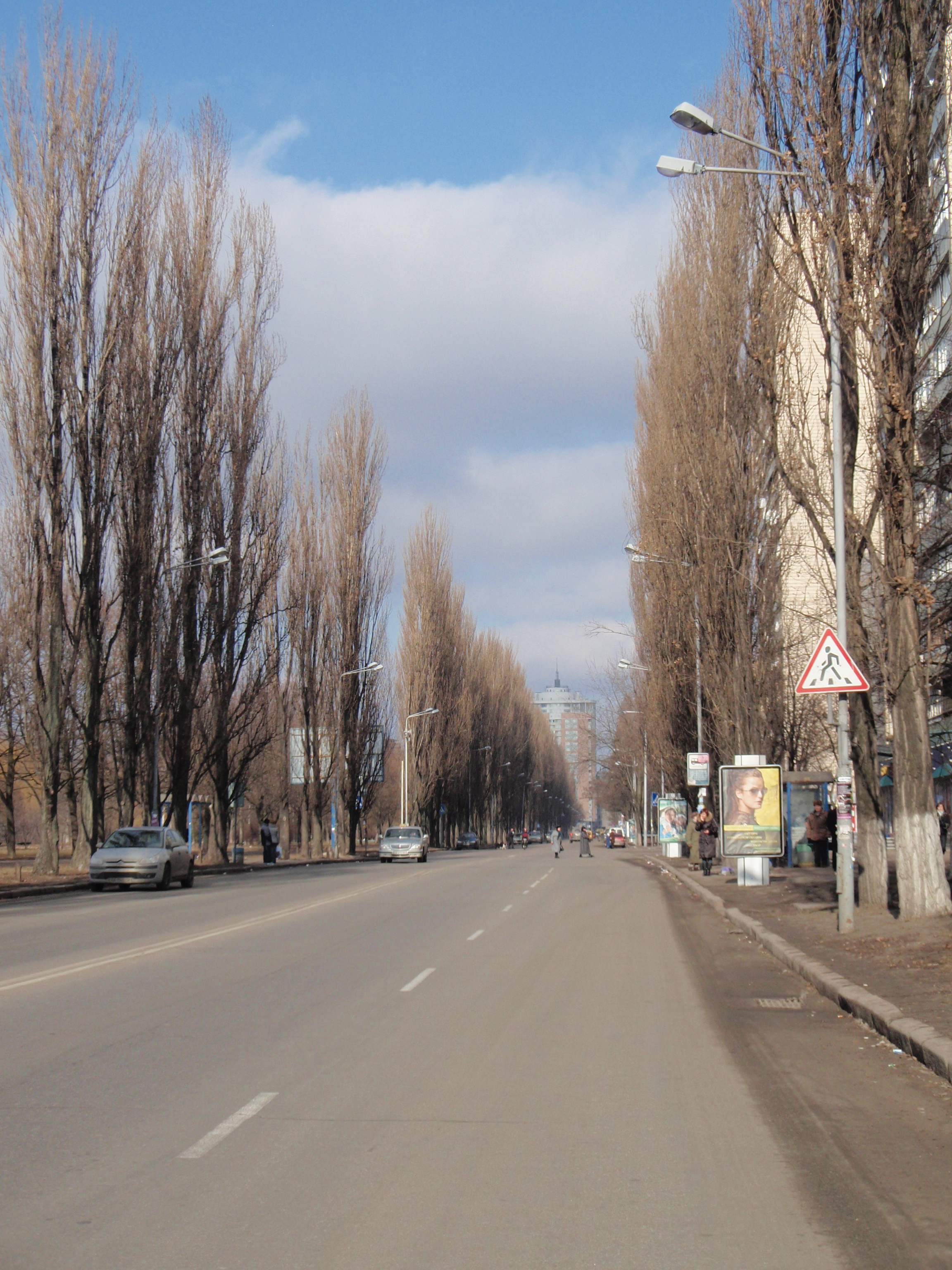
Русанівська набережна (лютий 2008)
Русанівка під час паводку (травень 2013)
Пам'ятник Миколі Гоголю
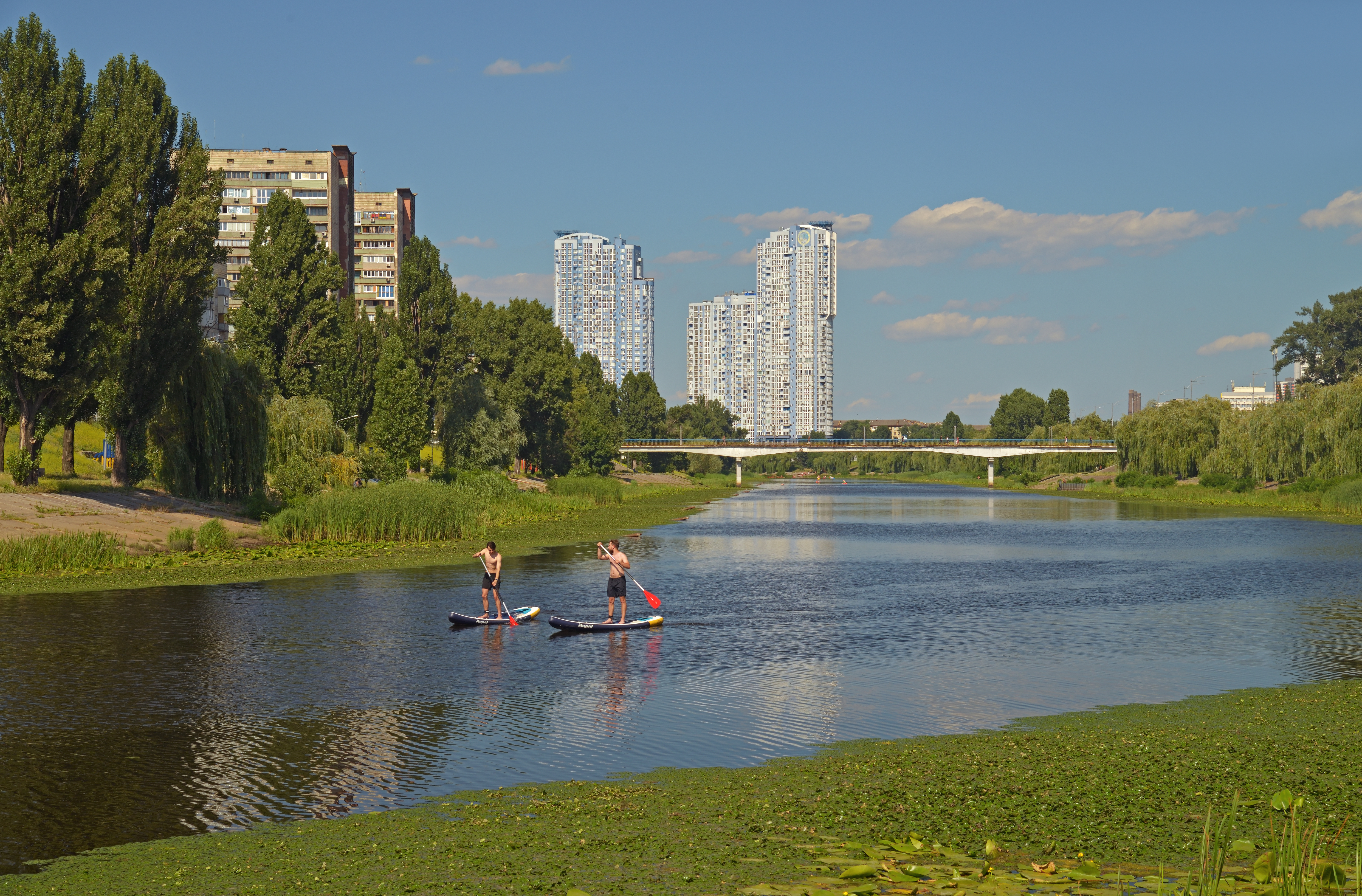
Русанівський канал
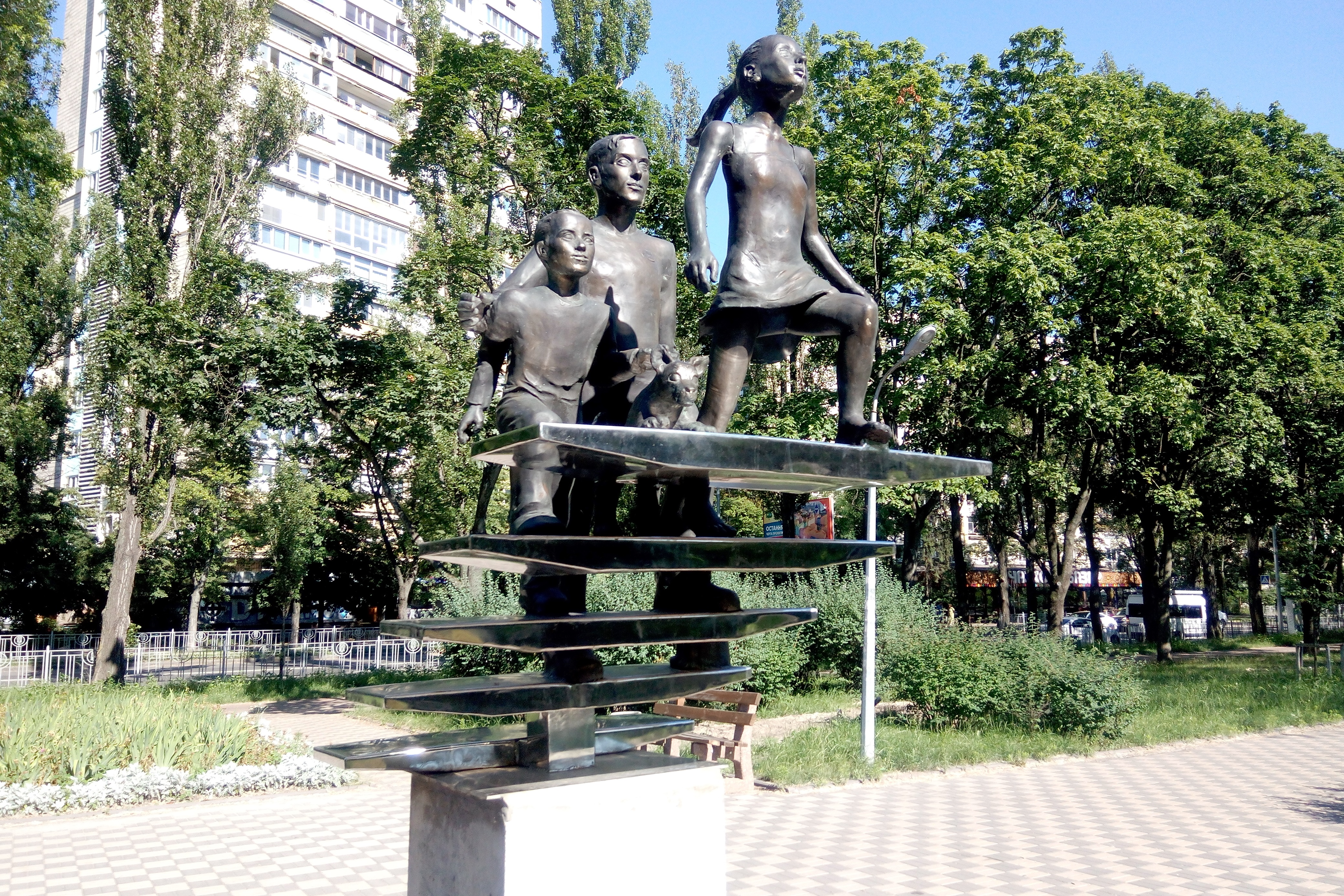
Скульптура «Сходи». Автор — А. Лідаговський

## Панорама

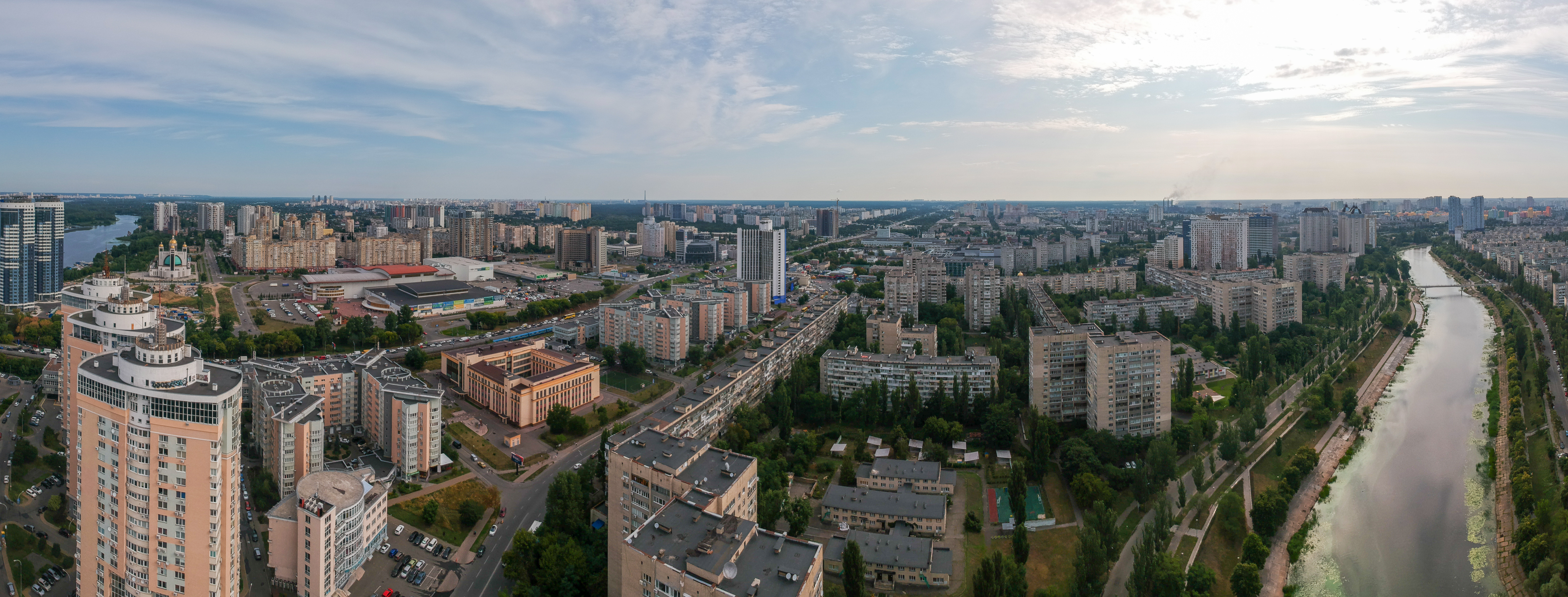